# Сурділа-Греч
Сурділа-Греч (рум. Surdila-Greci) — село у повіті Бреїла в Румунії. Входить до складу комуни Сурділа-Греч.
Село розташоване на відстані 114 км на північний схід від Бухареста, 60 км на південний захід від Бреїли, 147 км на північний захід від Констанци, 73 км на південний захід від Галаца, 144 км на південний схід від Брашова.

## Населення
За даними перепису населення 2002 року у селі проживали 698 осіб, усі — румуни. Усі жителі села рідною мовою назвали румунську.